# Euceropsylla xerxa
Euceropsylla xerxa är en insektsart som beskrevs av Caldwell och Martorell 1952. Euceropsylla xerxa ingår i släktet Euceropsylla och familjen rundbladloppor. Inga underarter finns listade i Catalogue of Life.